# Věstínek
Věstínek (deutsch Klein Wiestin) ist ein Ortsteil der Gemeinde Věstín in Tschechien. Er liegt acht Kilometer nordöstlich von Bystřice nad Pernštejnem und gehört zum Okres Žďár nad Sázavou.

## Geographie
Věstínek befindet sich in der Quellmulde eines kleinen Baches linksseitig über dem Tal der Svratka in der Böhmisch-Mährischen Höhe. Nordöstlich erhebt sich der Dolní kopec (611 m), im Südosten der Na Dědkovském (361 m), südlich die Dubovice (640 m) und der Pyšolec (464 m) und im Nordwesten der Bukovec (707 m). Im Süden liegt die Talsperre Vír II.
Nachbarorte sind Dudkovice im Norden, Rovečné im Nordosten, Malé Tresné im Osten, Lhota u Olešnice im Südosten, Bolešín, Koroužné und Kobylnice im Süden, Vír im Südwesten sowie Věstín im Westen.

## Geschichte
Das Dorf wurde im Zuge der Kolonisation der Grenzwälder zwischen Mähren und Böhmen angelegt. Es gehörte zu den Besitzungen der Herrschaft Pernstein. Erstmals urkundlich erwähnt wurde Malý Věstín im Jahre 1378, als die Geschwister Klara und Anežka von Pernstein ihre Güter dem Augustinerinnenkloster Doubravník überließen, in das sie eingetreten waren. Nach der Zerstörung des Klosters in den Hussitenkriegen gelangte das Dorf zur Herrschaft Pernstein zurück. Im Jahre 1590 wurde Malý Věstín zusammen mit elf weiteren Dörfern der Umgebung an die Herrschaft Kunstadt angeschlossen, zu der es bis 1848 gehörte. In Malý Věstín bestand ein herrschaftliches Forsthaus.
Nach der Aufhebung der Patrimonialherrschaften bildete Malý Věstín ab 1850 einen Ortsteil der Gemeinde Věstín im Bezirk Boskovice. Seit 1920 wird der Ortsname Věstínek verwendet. Während der deutschen Besatzung fanden in dem Dorf die antifaschistischen Widerstandskämpfer František Hyška-Novák und Jan Hartman Unterschlupf. Zum Ende des Zweiten Weltkrieges agierten in den Wäldern der Umgebung Partisanen, die versehentlich Hartmans Tochter erschossen. 1949 kam das Dorf zum Okres Bystřice nad Pernštejnem und ab 1961 zum Okres Žďár nad Sázavou. Im Jahre 1973 wurde Věstínek zusammen mit Věstín an Rovečné angeschlossen. Seit 1990 ist Věstínek ein Ortsteil der wiedererrichteten Gemeinde Věstín. 1991 hatte der Ort 53 Einwohner. Im Jahre 2001 bestand das Dorf aus 33 Wohnhäusern, in denen 49 Menschen lebten.
Die Umgebung von Věstínek ist eine Fundstätte von Opalen.

## Sehenswürdigkeiten
- Burgruine Pyšolec (Pysselecz), südlich des Dorfes über der Svratka
- gezimmerte Chaluppen in Volksbauweise
- Gedenkstein für die Opfer beider Weltkriege